# إدوارد كلارك (سياسي)
إدوارد كلارك (بالإنجليزية: Edward Clark)‏ هو سياسي أسترالي، ولد في 12 أبريل 1854، وتوفي في 30 مايو 1933. حزبياً، نشط في حزب العمال الأسترالي. وقد انتخب عضو الجمعية التشريعية نيو ساوث ويلز.